# Catherine Leprince
Pour les articles homonymes, voir Leprince.
Catherine Leprince est une actrice française de cinéma et de télévision, puis romancière, née à Paris 14e le 17 mars 1956.

## Biographie
Catherine Irène Leprince naît à Paris 14e le 17 mars 1956.

### Carrière
Catherine Leprince fait ses débuts au cinéma en 1977, à tout juste 20 ans, dans le film érotique Bilitis de David Hamilton. Elle est ensuite révélée en 1984 par le film Vive les femmes ! de Claude Confortès, avec Roland Giraud et Maurice Risch dans lequel elle tient le premier rôle féminin. Catherine Leprince oriente sa carrière vers la télévision pour laquelle elle tourne dans des séries comme Kick, Raoul, la Moto, les Jeunes et les Autres de Marc Simenon en 1980, Les Monos, Le JAP et de nombreux autres téléfilms.
En 1999, elle met fin à sa carrière d'actrice, et s'installe en 2012 dans un petit village du Lot-et-Garonne, près de Monflanquin, aux portes du Périgord noir où elle s’occupe de ses chiens et chevaux et se consacre à l’écriture. Elle publie notamment Je porte plainte (2008)chez La Cerisaie, Nue dans les orties (2009) aux éditions du Bord de Lot., et Emparez-vous d'ailes (2012).

### Vie privée
Elle est mariée avec l'écrivain Patrick Segal pendant quelques années, ils divorcent en 1993.

## Filmographie

### Cinéma
- 1977 : Bilitis de David Hamilton : Hélène
- 1979 : Le Cavaleur de Philippe de Broca : Valentine
- 1979 : Le Piège à cons de Jean-Pierre Mocky : Francine Vanneau
- 1982 : Le Choc de Robin Davis : Mathilde
- 1984 : Vive les femmes ! de Claude Confortès : Viviane
- 1985 : Escalier C de Jean-Charles Tacchella : Florence
- 1986 : Paulette, la pauvre petite milliardaire de Claude Confortès : Joseph
- 1988 : Baby Blues de Daniel Moosmann : Alexandrine
- 1989 : Sans défense de Michel Nerval : Christiane Gantelme
- 1992 : Quidam, court métrage  de Sophie Deflandre

### Télévision

#### Téléfilms
- 1982 : Le Sud de Philippe Monnier : Virginie
- 1983 : Cinéma 16 : Incertain Léo ou l'Amour flou de Michel Favart : Delphine
- 1991 : L'Ordinateur amoureux :  l'épouse du président
- 1994 : Un enfant de trop de Jacob Berger : Nathalie

#### Séries télévisées
- 1979 : Médecins de nuit, épisode Disco de Nicolas Ribowski  : Rachel
- 1980 : Kick, Raoul, la Moto, les Jeunes et les Autres de Marc Simenon : Christine
- 1981 : Noires sont les galaxies de Daniel Moosmann : Coretta
- 1983 : Les Cinq Dernières Minutes, épisode Appelez-moi Boggy de Jean-Pierre Marchand : Doudou
- 1984 : Disparitions de Daniel Moosmann : Katherine Kovacs
- 1986 : Série rose, épisode Augustine de Villebranche d'Alain Schwartzstein : Augustine de Villebranche
- 1994 : Le JAP, juge d'application des peines, épisode La Cible d'Henri Helman : Nicole
- 1999 : Les Monos, épisode Quand ça t'arrive de Patrick Volson :  Inès

## Publications

### Romans
- 2008 : Je porte plainte, Éditions de la Cerisaie, collection Singulière,  (ISBN 978-2-914-90843-6)
- 2009 : Nue dans les orties, les Éditions du Bord du Lot,  (ISBN 978-2-352-08016-9)
- 2012 : Emparez-vous d'ailes, les Éditions du Bord du Lot,  (ISBN 978-2-352-08089-3)
- 2017 : Cisaille et autres petites coupures[réf. nécessaire]

## Distinctions
Les 25 et 26 novembre 1995, Catherine Leprince a présidé le 19e Festival International du Film de Création Super 8 de Metz organisé par Claude Kunowitz avec le concours de la mairie de Metz.